# Медведково (Дмитровский городской округ)
Медведково — деревня в Дмитровском районе Московской области, в составе Сельского поселения Габовское. Население — 15 чел. (2010). До 2006 года Медведково входило в состав Каменского сельского округа.

## Расположение
Деревня расположена в юго-западной части района, примерно в 22 км на юго-запад от Дмитрова, на водоразделе реки Каменка (правый приток Волгуши) и её безымянного правого притока, высота центра над уровнем моря 222 м. Ближайшие населённые пункты — Шихово на северо-западе и Каменка на севере.

## Население
| 2002 | 2006 | 2010 |
| ---- | ---- | ---- |
| 4    | →4   | ↗15  |